# Piero Taruffi
Piero Taruffi (ur. 12 października 1906 w Rzymie, zm. 12 stycznia 1988 tamże) – włoski kierowca wyścigowy.

## Kariera
Ściganie się Taruffi rozpoczął od zawodów motocyklowych. W 1932 zdobył tytuł mistrza świata w klasie 500 cm³ na Nortonie. W 1937 roku osiągnął motocyklowy rekord szybkości na lądzie, osiągając Gilerą 279,503 km/h, jednak osiągnięcie to zostało poprawione jeszcze w tym samym roku przez Ernsta Jakoba Henne. W 1957 roku wygrał rajd Mille Miglia. Jednakże w rajdzie tym, mającym miejsce 12 maja, markiz Alfonso de Portago wjechał w grupkę kibiców, wskutek czego zginęło 14 osób; po tych zawodach Taruffi, mając wówczas 50 lat, zobowiązał się wobec żony, że już nigdy nie będzie się ścigał.
W 1951 Taruffi był trzeci w Grand Prix Bari na Ferrari z silnikiem o pojemności 2 litrów. W listopadzie tego samego roku wziął udział w wyścigu górskim Carrera Panamericana, który wraz z Luigim Chinettim wygrał.
W maju 1952 roku wygrał Grand Prix Francji w Paryżu – na dystansie 459 km osiągnął średnią prędkość 153 km/h. W kwietniu 1954 roku wygrał zawody Giro di Sicilia, mające dystans 1080 km.
Taruffi był autorem książki Technique of Motor Racing (Technika wyścigów samochodowych). W listopadzie 1957 roku Saturday Evening Post zamieścił artykuł Taruffiego, zatytułowany "Stop us before we kill again" ("Zatrzymajcie nas, zanim ponownie zabijemy"), rozważający pozycję sportów motorowych po wyścigach 24h Le Mans 1955 oraz Mille Miglia 1957, gdzie zginęło wiele osób.
Brał udział w 18 Grand Prix Formuły 1, debiutując 3 września 1950 roku. Wygrał jeden wyścig (Grand Prix Szwajcarii 1952, a łącznie zdobył 41 punktów. Uczestniczył również w wielu wyścigach Formuły 1 niezaliczanych do mistrzostw.
W Bagnoregio znajduje się Muzeum Piero Taruffiego.

## Wyniki w Formule 1
| Legenda oznaczeń w tabelach wyników Wyświetl szablon na nowej stronie | Legenda oznaczeń w tabelach wyników Wyświetl szablon na nowej stronie                                                                     |
| Oznaczenie                                                            | Wyjaśnienie |
| --------------------------------------------------------------------- | --- |
| Złoty                                                                 | Zwycięzca lub mistrzostwo |
| Srebrny                                                               | 2. miejsce lub wicemistrzostwo |
| Brązowy                                                               | 3. miejsce lub II wicemistrzostwo |
| Zielony                                                               | Ukończył, punktował (w klasyfikacji generalnej, gdy zdobył co najmniej jeden punkt na przestrzeni sezonu, poza trzema powyższymi opcjami) |
| Niebieski                                                             | Ukończył, nie punktował (w klasyfikacji generalnej, gdy nie zdobył co najmniej jednego punktu na przestrzeni sezonu)                      |
| Czerwony                                                              | Nie zakwalifikował się (NZ) |
| Czerwony                                                              | Nie prekwalifikował się (NPK) |
| Różowy                                                                | Nie ukończył (NU) |
| Różowy                                                                | Niesklasyfikowany (NS) (w klasyfikacji generalnej, gdy nie został sklasyfikowany w żadnym wyścigu sezonu)                                 |
| Czarny                                                                | Zdyskwalifikowany (DK) |
| Czarny                                                                | Wykluczony (WYK/EX) |
| Biały                                                                 | Nie wystartował (NW) |
| Biały                                                                 | Kontuzjowany (K/INJ) |
| Biały                                                                 | Wyścig odwołany (OD/C) |
| Bez koloru                                                            | Został wycofany (WYC/WD) |
| Bez koloru                                                            | Nie przybył (NP/DNA) |
| Bez koloru                                                            | Nie brał udziału w treningach (NT/DNP) |
| Bez koloru                                                            | Nie został zgłoszony (–) |
| Pogrubienie                                                           | Start z pole position |
| Kursywa                                                               | Najszybsze okrążenie wyścigu |
| †                                                                     | Nie ukończył, ale jego rezultat został zaliczony ze względu na przejechanie więcej niż 90% dystansu wyścigu.                              |
| *                                                                     | Sezon w trakcie |
| 1/2/3                                                                 | Punktowana pozycja w sprincie kwalifikacyjnym                                                                                             |
| Lista systemów punktacji Formuły 1                                    | |

| Rok  | Zespół        | Samochód | Silnik           | 1     | 2       | 3      | 4      | 5      | 6     | 7       | 8      | 9   | Msc. | Pkt. |
| ---- | ------------- | -------- | ---------------- | ----- | ------- | ------ | ------ | ------ | ----- | ------- | ------ | --- | ---- | ---- |
| 1950 | Alfa Romeo    | 158      | Alfa Romeo R8    | GBR   | MCO     | 500    | CHE    | BEL    | FRA   | ITA NU* |        |     | –    | 0    |
| 1951 | Ferrari       | 375 F1   | Ferrari V12      | CHE 2 | 500     | BEL NU | FRA    | GBR    | DEU 5 | ITA 5   | ESP NU |     | 6    | 10   |
| 1952 | Ferrari       | 500      | Ferrari R4       | CHE 1 | 500     | BEL NU | FRA 3  | GBR 2  | DEU 4 | NLD     | ITA 7  |     | 3    | 22   |
| 1954 | Ferrari       | 625      | Ferrari R4       | ARG   | 500     | BEL    | FRA    | GBR    | DEU 6 | CHE     | ITA    | ESP | –    | 0    |
| 1955 | Ferrari       | 555      | Ferrari R4       | ARG   | MCO 8** | 500    | BEL NW | NLD    |       |         |        |     | 6    | 9    |
| 1955 | Mercedes-Benz | W196     | Mercedes-Benz R8 |       |         |        |        |        | GBR 4 | ITA 2   |        |     | 6    | 9    |
| 1956 | Maserati      | 250F     | Maserati R6      | ARG   | MCO     | 500    | BEL    | FRA NU | GBR   | DEU     |        |     | –    | 0    |
| 1956 | Vanwall       | 56       | Vanwall R4       |       |         |        |        |        |       |         | ITA NU |     | –    | 0    |

* – samochód współdzielony z Juanem Manuelem Fangio
** – samochód współdzielony z Paulem Frère